# Philippe Le Royer
Philippe Elie Le Royer (Genf, 1816. június 27. – Párizs, 1897. február 22.) francia miniszter.

## Élete
Református francia szülők gyermeke. Párizsban jogot végzett és előbb ugyanott, majd Chalon-sur-Saône-ban és végül Lyonban mint ügyvéd működött és politikai nézeteivel a köztársasági párthoz csatlakozott. A császárság bukása után 1870. szeptember 4-én Lyon főprokurátorává nevezték ki, mely állásban arra törekedett, hogy a beállott háborús és zavarteljes napokban a törvények végrehajtassanak és az ártatlanul elítéltek szabadlábra helyeztessenek. 1871. február 8-án a Rhône megye a nemzetgyűlésbe választotta, ahol a köztársasági balpárt híve és az Union républicaine elnöke lett. Mint a nemzetgyűlés egyik legtehetségesebb szónokát beválasztották az új alkotmány kidolgozására kiküldött harmincas bizottságba is. 1876-ban élethossziglani szenátor lett. 1879. február 4-én Waddington minisztériumában az igazságügyi tárcát vállalta magára és azonnal megkezdte a bíróságoknak klerikális és bonapartista elemektől való megtisztítását. 1879-ben visszalépett, 1882-ben a szenátus elnökévé választatott.